# Хромозом 6 (човек)
Хромозом 6 је аутозомни хромозом шести по величини у кариотипу човека и припада групи C. Према положају центромере сврстава се у субметацентричне хромозоме. Састоји се од 183 милиона базних парова ДНК што представља између 5,5 и 6% укупне количине ДНК у једру. Садржи 1557 мапираних гена и 633 псеудогена.

## Мапирани гени и болести
Гени лоцирани на хромозому 6 изазивају следеће болести и поремећаје:
- урођена хиперплазија коре надбубрега
- бубрежна гликозурија
- склоност можданој маларији
- хемолитичка анемија
- целијачна болест
- дистрофија чепића и штапића
- урођено слепило Лебер, тип 5
- макуларна дистрофија, тип С. Каролина
- тешка гојазност
- инсулин-зависна шећерна болест
- урођена мишићна дистрофија
- прогресивна артропатија деце
- атрофија судовњаче и мрежњаче
- склоност вирусу HIV 1
- миоклонична епилепсија, Лафора
- карцином дојке
- хепатоцелуларни карцином
- серозни карцином јајника
- мијелоидна/лимфоидна леукемија
- конјуктивитис
- склоност коронарној болести срца
- xeroderma pigmentosum
- аргининемија
- дислексија
- анемија
- пукотина лица и усне дупље
- Salla болест
- глувоћа
- макуларна дистрофија
- Ehlers-Dunlos синдром
- OSMED синдром
- Ригерова аномалија
- Старгартова болест аутозомно-доминантна форма
- Аксенфелова аномалија и др.